# Billy Talent (album)
Billy Talent – pierwszy longplay kanadyjskiej grupy Billy Talent. Album cechuje żywa i pełna energii muzyka
i taka jest też zdecydowana większość piosenek na albumie. Wyjątek mogą stanowić melancholijny Standing in the Rain opowiadający o uzależnionej od narkotyków prostytutce oraz Nothing to Lose.

## Lista utworów
1. "This Is How It Goes" – 3:27
2. "Living In The Shadows" – 3:15
3. "Try Honesty" – 4:13
4. "Line & Sinker" – 3:37
5. "Lies" – 2:58
6. "The Ex" – 2:40
7. "River Below" – 3:00
8. "Standing In The Rain" – 3:20
9. "Cut The Curtains" – 3:50
10. "Prisoners of Today" – 3:53
11. "Nothing To Lose" – 3:38
12. "Voices of Violence" – 3:10